# Associació Cultural de la RDA
L'Associació Cultural de la RDA (alemany: Deutsche Kulturbund, KB) fou una federació de clubs locals de la República Democràtica d'Alemanya (RDA). Formava part del Front Nacional d'Alemanya Democràtica, i enviava representants a la Cambra del Poble. L'associació tenia nombrosos escriptors entre les seves files, incloent-hi Willi Bredel, Fritz Erpenbeck, Bernhard Kellermann, Victor Klemperer, Anna Seghers, Bodo Uhse, Arnold Zweig. El seu primer president fou Johannes Becher.
Wilfried Maaß fou el secretari del Kulturbund (1984-1990).

## Presidents
| Nom             | Inici mandat | Final mandat |
| --------------- | ------------ | ------------ |
| Johannes Becher | 1949         | 1958         |
| Max Burghardt   | 1958         | 1977         |
| Hans Pischner   | 1977         | 1989         |